# Українська автокефальна православна церква канонічна
Українська Автокефальна Православна Церква Канонічна (УАПЦ-К) — незалежна канонічна православна церква, яка декларує своє канонічне походження від Польської Православної Церкви.

## Історія

### УАПЦ-Соборноправна (Клівлендської архієпархії)
У жовтні 2002 року в США відбувся Собор архієреїв УАПЦ-Соборноправної Північної і Південної Америки — гілки від раніше єдиної Соборноправної української автокефальної православної Церкви, яку до своєї смерті 1985 року очолював Митрополит Григорій (Огійчук), а після його смерті ця конфесія розкололась на кілька самостійних громад, керівником однієї з яких став Митрополит Стефан (Бабій Петрович) (1999—2004).
Собор архієреїв УАПЦ-Соборноправної, розглянувши ситуацію, що склалася з УАПЦ в Україні, постановив:
- повернути церковній структурі УАПЦ-Соборноправній древню патріархальну модель;
- відновити свою присутність на українській землі встановленням Архиєпархії Києва і всієї Руси-України;
- висвятити Архімандрита Мойсея (Кулика) в сан єпископа і направити в чині Митрополита Києва і всієї Руси-України до України для встановлення Архиєпархії Києва і всієї Руси-України.[1]

10 жовтня 2002 року в Кафедральному Соборі Святих мучеників Бориса і Гліба в м. Клівленді, США відбулося висвячування єпископа Мойсея (Кулика) і зведення його в чин Митрополита Київського і всієї Руси-України. Митрополит Мойсей направлений в Україну «для відновлення Київської Митрополії і відродження УАПЦ-Соборноправної в Україні з правом повного адміністративного керування і духовної опіки».
1 листопада 2002 року відбулася прес-конференція Митрополита Стефана (Бабія Петровича), первоїєрарха УАПЦ-Соборноправної Північної і Південної Америки, присвячена історичному Собору архієреїв УАПЦ-Соборноправної і його рішенню про повернення на територію України Церкви з Діаспори.
Починаючи з 2002 року, владика Мойсей виконує покладену на нього рішенням архієреїв діаспори місію з відродження канонічної гілки УАПЦ Соборноправної в Україні.
2 лютого 2003 року за участю Мойсея висвячений на хор-єпископа Клівлендського відомий американський громадський діяч Пол Пітер Джесеп, на той момент - студент-сумісник Бангорської теологічної семінарії (місто Бангор, штат Мен), здобуваючи ступінь богослова. У листопаді 2000 року Митрополит УАПЦ-Соборноправної в США Стефан призначив його персональним радником, членом колегії консалтерів митрополії УАПЦ, і директором по зв'язках Церкви з громадськістю. У 2003  р. Джесеп був рукоположений на священика і висвячений на хор-єпископа під час церемонії, на якій головував Митрополит Київський і всієї Руси-України Мойсей..
Однак уже в лютому 2004 року Мойсей став заявляти про невизнання влади митрополитів УАПЦ-Соборноправної у США - Стефана (Бабія-Петровича) та Михайла (Явчака-Чампіона).
Зокрема, 26 лютого 2004 року Мойсей заявив, що вже не входить до їхньої юрисдикції, і що з цього часу своїм предстоятелем вважає митрополита Олексія (в миру Алексіс Нізза)..
Аргуменуючи свою позицію, Мойсей підкреслював наступне:
"Після неадекватної заяви владики Михайла (Явчака-Чампіона), яку він виставив на свою інтернет–сторінку, до мене почали надходити листи підтримки від канонічних архієреїв УАПЦ з різних кінців світу. З цих листів мені стало відомо, що митрополит Стефан (Петрович) незаконно посідав місце Першоієрарха УАПЦ в США, так як без благословення Синоду українських Православних Архієреїв Діаспори перебрав на себе ці високі повноваження і з цієї причини між ним і справжнім, канонічно обраним Першоієрархом УАПЦ в США Митрополитом Олексієм (Алексіс Нізза) стався тривалий конфлікт. Цей неканонічний вчинок митрополита Стефана обурив архієреїв канонічної єпископської гілки, що підтримують і визнають чинного Першоієрарха Олексія (Алексіс Нізза), який знаходиться в канонічно-молитовних зв`язках з усіма канонічними архієреями світу, і тому ці архієреї розірвали з митрополитом Стефаном молитовне єднання ще в 2000 році а також з усіма тими архієреями, що знаходяться в церковній структурі митрополита Стефана".
12 березня 2004 року владика Андрій (Базільський-Бреннан) з м. Монреаль (Канада), заявлений як "єпарх Квебеку та Марітаймсу, митрополит-архієпископ та Предстоятель Православної Церкви Канади та Америки, Екзарх діаспори Української Автокефальної Православної Церкви", видав томос про канонічне визнання Мойсея, в якому говорилося:
"Перебуваючи у тій самій Канонічній Апостольській Лінії, що й Ми, яка безпосередньо проходить від осіб та духовенства Митрополитів-Архієпископів Григорія (Огійчука) та Андрія (Празького), ми вважаємо нашу юрисдикцію як таку, котра спільна з юрисдикцією Його Блаженства Мойсея, спорідненою Вірою та братерською любов’ю"..
У 2004-2005 роках в УАПЦ-Соборноправній в США відбуваються події, які корінним чином міняють статус УАПЦ-Соборноправної в Україні.
Чисто формально, та номінально, УАПЦ-Соборноправна Північної і Південної Америки перейменовується в УАПЦ Північної і Південної Америки і Діаспори і, очолювана Митрополитом Михайлом (Явчак-Чампіоном), об'єднується з УАПЦ в Україні, визнаючи своїм першоієрархом Митрополита Мефодія (Кудрякова).

В результаті такого об'єднання, замість повернення УАПЦ з Діаспори в Україну, сталося розширення юрисдикції УАПЦ (Мефодія) з України в діаспору США, тим самим - на думку прихильників Мойсея (Кулика) - "була знищена ще одна канонічна гілка Української Церкви".
Ще 7 сiчня 2003 року владика Богдан (Кулик) разом з рiдним братом, митрополитом Мойсейом (Куликом) звертався з Рiздвяним привiтанням до громади вiрних.
.
На початку 2004 року було констатовано остаточне відокремлення Мойсея (Кулика) від УАПЦ-Соборноправної, з боку керівництва останньої.
Лист з осудом свого брата Мойсея (Кулика) від 30 ciчня 2004 року (Протокол № 33104) владика Богдан (Кулик) пiдписав, як "титулярний Єпископ Пергамський, вiкарний Єпископ Кливлендський, синкел для сходу США".
.
Наступне послання владик УАПЦ-Соборноправної вiд 21 квiтня 2004 року також зафiксувало осуд владики Мойсея, виключення його зі складу цієї церкви, а ще – згадало про владику Богдана, зазначивши, шо "єпископ Богдан Кулик, як випадковий подорожуючий в Україну, не отримав призначення там, але, швидше за все, лишився допомiжним єпископом Архиєпархiї США, нашої юрисдикцiї"..
.
Отже, гілка УАПЦ-Соборноправної в Україні, очолювана Митрополитом Мойсеєм, за наполяганням останнього, залишилася в стороні від процесу об'єднання УАПЦ-Соборноправної з УАПЦ в Україні (під керівництвом Мефодія (Кудрякова), митрополита Київського).

Поступово, церковна стуктура Мойсея набула статусу самостійної юрисдикції. Митрополит Мойсей вів активну просвітницьку роботу, обертаючи в православ'я безліч атеїстів в посттоталітарній Україні

Також, починаючи з 2002 року, Мойсей закликав до об'єднання, під своїм керівництвом, розкидані через історичні причини осколки УПЦ в усьому світі.

### УАПЦ-Канонічна в Україні у 2003-2014 роках
У 2003-2004 роках Мойсей (Кулик) приєднав до своєї юрисдикції незалежні православні громади в м. Луцьк (парафія під керівництвом Спиридона (Бабського), колишнього єпископа УПЦ-КП), та у м. Ужгород (колишня громада УАПЦ юрисдикції Мефодія). Для обслуговування Ужгородської парафії, 16 жовтня 2005 року диякона Валерія Велегіцького в УАПЦ-Канонічній було висвячено на ієрея..
Крім того, ігумен Ісаакій (Квітка) за участю Мойсея 14 жовтня 2003 року був висвячений на хор-єпископа Черкаського, та очолив Успенську парафію в м. Черкаси..
На початку 2004 року Мойсей заявив, що уже вдруге пограбовано громаду УАПЦ-канонічної в Ужгороді. За словами Мойсея:
"В обласному місті Ужгород, вірними УПЦ-КП пограбовано громаду Святої Тройці канонічної УАПЦ, котра знаходиться в юрисдикції Митрополита Мойсея. Громаду створено в 2000 р. Владикою Мойсеєм, тоді ще протоієреєм Олегом, яка нараховує 180 вірних прихожан. З 2002 р. відколи Владика Мойсей був висвячений канонічними архієреями Діаспори в єпископа і возведений в Митрополита УАПЦ для України, щоб продовжувати місію канонічних українських архієреїв в Україні, яку започаткував Патріарх Мстислав, відтоді клірики Філарета постійно намагаються знищити Христову громаду в м.Ужгороді різними диявольськими методами, але їм нічого не вдається, бо громада стійка і сильна в правді Божій. Цього разу вони вже перейшли всі межі не тільки християнські, але й правові - спокусилися обікрасти Божу громаду. З храму було вкрадено: іконостас, нагорню ікону „Воскресіння Господнього” 1,5 на 1 метр, церковну різбляну скриньку майстерової роботи, архієрейську кафедру та багато іншого. Не посоромились прихопити навіть вази для квітів... На злочинців заявлено до міліції і передано справу до суду. Перший грабіж було вчинено 30 листопада 2003 р. з благословення Філаретового єпископа Ужгородського - Кирила, грабував громаду Борис Борисів. А другий грабіж відбувся 16-грудня 2003р. на цей раз з Борисом Борисовим грабував громаду співучасник - Аврамчук Василь, який є батьком Аврамчука Віктора, - який був цілий рік настоятелем Свято-Троїцької громади УАПЦ і користуючись довірою вірних, тільки за пів року обікрав громаду на 5,5 тисяч гривень. За такі злочини громада подала до суду і на Віктора Аврамчука"..
17-18 червня 2005 року в день Святої Трійці в Києві відбувся Архієрейський собор УАПЦ-Соборноправної під омофором Митрополита Київського і всієї Руси-України Мойсея, на якому рішенням Святого Синоду і рішенням Всесвітнього Архієрейського Собору було затверджено назву Церкви як УАПЦ-Канонічна.
Місія з відновлення дії Томосу 1924 року для УАПЦ в Україні рішенням Святого Синоду УАПЦ в діаспорі доручена канонічно висвяченому Його Високопреосвященству Мойсею (Кулик) Митрополиту Київському і всієї Руси-України, ще 2002 року, але його патріаршества УАПЦ-Соборонправна митрополита Михаїла(Явчака-Чампіона) не визнала.
Одразу ж церква Мойсея (Кулика) приступила до юридичного оформлення своїх структур в Україні.
Так, 7 жовтня 2005 року була зареєстрована в Києві громадська організація "Істинно соборна українська спільнота" (код ЄДРПОУ 33779138), якою почергово керували: Кулик Олег Іванович (у 2005-2009 роках, патріарх УАПЦ-канонічної з чернечим іменем Мойсей), Негоденко Олександр Миколайович (до 2021 року, в церковній ієрархії - архієпископ Житомирський), та висвячений 9 грудня 2012 року на єпископа Львівсько-Ужгородського Бердюгін Микола Володимирович (з 2021 року, в церковній ієрархії - керуючий Прикарпатсько-Закарпатською єпархією).
25 лютого 2007 року Мойсей висвятив митрофорного протоієрея Олександра Негоденка на хор-єпископа з титулом: єпископ Житомирський, вікарій Київський.. Але вже у 2012 році під час проведення собору єпископів УАПЦ-канонічної в Києві Негоденко згаданий, як архієпископ Житомирський.
Також у Закарпатській області у 2004-2005 роках юридично було оформлено наступні релігійні громади цієї конфесії:
- релігійна громада Української автокефальної православної соборної церкви м. Ужгород (Свято-Троїцька) - існувала з 30 листопада 2000 року як громада УАПЦ, але 18 травня 2004 року змінила назву на громаду Української автокефальної православної соборної церкви, керівником став Володимир Шолох, далі ж посаду старости отримала ставлениця родини Малиничів - Єва Красняник.[25] Але вже у 2012 році, через кілька років після переходу храму та громади до УПЦ-КП, головна опонентка Мойсея (Кулика) - староста Єва Красняник втратила повноваження керівника громади, а новим старостою громади став Велегіцький Валерій Васильович - перебіжчик з духовенства Мойсея до духовенства УПЦ-КП, який перейменував громаду на УПЦ/ПЦУ.
- релігійна громада Української автокефальної православної соборної церкви м. Ужгород (св. Андрія Первозванного) - існує з 18 березня 2005 року як громада юрисдикції Мойсея (Кулика), керівниками були Олександр Солик, Іван Жабляк, Василь Ляхів.

В 2008 році Патріарх Мойсей виявив злочинне використання церковних рахунків групою осіб - Малиничем Андрієм, Велегицьким Валерієм, Малинич Любою, Красняник Євою. Колишнім священикам, позбавленим священних санів - Андрію Малиничу та Валерію Велегіцькому за дії, несумісні з нормами християнської моралі та канонами церковної дисципліни Патріархом Мойсеєм привселюдно була оголошена анафема.  На початку жовтня місяця 2008 року анафемовані Мойсеєм колишні його парафіяни захопили Св. Андріївську каплицю по вул. Ольбрахта в місті Ужгороді, а вже 19 жовтня 2008 року каплиця була підпалена зсередини, а земельна ділянка в центрі міста продана під супермаркет.
7 листопада 2009 року Андрій Малинич, Валерій Велегіцький та четверо осіб характерної зовнішності вже відкрито увірвалися в Свято Троїцьку церкву УАПЦ-К, побили єпископа Василія (Томинець) та відібрали в нього ключі від церкви.
17 листопада 2009 року в м. Ужгороді, в прес-центрі "Нове Закарпаття" відбулася прес-конференція духовенства Української Автокефальної Православної Церкви Канонічної щодо захоплення храму Святої Трійці родиною заступника прокурора м. Ужгорода Малинича А.А. Від УАПЦ-К у прес-конференції взяли участь Єпископ Закарпатськоий та Ужгородський Василій (Томинець) та Патріарший адміністратор Болгарії, ієрей Сергій (Манжос)..
27 грудня 2009 року єпископ УПЦ-КП Кирило (Михайлюк) увійшов у церкву, яка належить УАПЦ-К і провів там свій обряд архієрейського служіння фактично в пустому приміщенні. А громада, якій належить захоплена церква молилася поряд на вулиці. Упродовж майже півроку кожної неділі і в мороз, і в дощ єпископ Василій, духовенство та парафіяни Свято Троїцької Церкви під омофором Патріарха Мойсея проводили Богослужіння під відкритим небом біля пам'ятного хреста поряд з захопленою церквою. А 9 травня 2010 року духовенство і вірян УАПЦ-К на шляху до місця проведення недільної літургії зустрів міліцейський заслін.
13 липня 2010 року Патріарх Філарет під час візиту в Ужгород зайняв і заново освятив Свято-Троїцький храм, що належить Українській Автокефальній Православній Церкві канонічній під омофором Патріарха Мойсея. При цьому прихильники УПЦ-КП під керівництвом єпископа Кирила (Михайлюка) вступили в сутичку з прихильниками УАПЦ-канонічної, які тримали транспаранти та вигукували гасла, спрямовані проти Патріарха Філарета, і намагалися перешкодити його богослужінням. Під час сутички зазнав побиття єпископ УАПЦ-канонічної Василь Томинець, та диякон Олег.
Далі, 18 липня 2010 року прихильники УПЦ-КП напали на прихильників УАПЦ-канонічної вже в іншій частині Ужгорода, в мікрорайоні Шахта, де в орендованому приміщенні проводив богослужіння єпископ Василь Томинець. Останній знову був побитий, йому зламали руку, та розбили скло церковного автомобіля.
Через погіршення самопочуття, у 2012 році Томинець був увільнений на пенсію. Ієрей Сергій Манжос уже з 2013 року згадується єпископом, і керуючим Київською єпархією УАПЦ-К. Також з 25 листопада 2012 року єпископ Василій Нестеренко керує Фастівською єпархією.
У 2008 році в Києві священиком УАПЦ-канонічної став відомий баскетболіст, форвард баскетбольної команди "Будівельник" Стефанишин Леонід Юрійович, за сумісництвом - приватний підприємець. У 2009 році він уже згадувався, як патріарщий адміністратор України.
Станом на початок 2014 року, до кліру Київської єпархії належали наступні особи:
Архієпископ Олександр (Негоденко)
Єпископ Василій (Нестеренко)
Єпископ Миколай (Бердюгін)
Протоієрей Віталій (в миру Дроботун Віталій Михайлович, 1983 року народження, мешканець с. Чубинське Бориспільського району, в 2016 році заснував і очолив РО "Християнська місія Ісуса Христа" в Дарницькому районі м. Києва) - останній у 2011-2012 роках згадувався на сайті УАПЦ-канонічної, як керуючий справами патріархії.
Протоієрей Максим (Биков)
Ієрей Віталій (Кашич)
Ієрей Володимир (Курлович)
Ієрей Олександр (Мінчук)
Протодиякон Олег (Сукачов)
Диякон Олександр (Драга)
Диякон Олег (Маковей)

### "Автономна УПЦ в Америці", як відгалуження УАПЦ-канонічної
Приблизно з 2002 року в столиці штату Вісконсин - місті Мілвокі існував Ново-Манявський скит ("Солус Крісті"), настоятелем якого служив архімандрит УАПЦ-Соборноправної Іоанн (Майлес Нотаро). Останній 11 грудня 2004 року був висвячений на єпископа Мілвокського та Середньо-Західного, в юрисдикції Мойсея (Кулика). Далі, 19 грудня 2004 року ним був пострижений у чернецтво і рукопожений у дияконство громадянин України, колишній лікар-анестезіолог Сергій Ларін..
1 березня 2005 року єпископ Іоанн став поминати митрополита УПЦ США Костянтина (Багана). У липні 2005 року єпископ Мілвокський Іоанн (Майлес Нотаро) заявив про необхідність остаточного відокремлення від юрисдикції Мойсея (Кулика). Відповідну постанову 3 серпня 2005 року прийнято на соборі його духовенства у м. Мілвокі, і таке рішення підтримали троє єпископів УАПЦ-Соборної з України: Ісаакій (Квітка Георгій Петрович) - керуючий Черкасько-Одеською єпархією, Спиридон (Бабський Олег Михайлович) - керуючий Луцько-Волинською єпархією, та Всеволод (Кочергін Володимир Васильович) - керуючий Тернопільсько-Буковинською єпархією..
Далі, 8 серпня 2005 року в секретаріаті штату Вісконсин зареєстрована "Автономна УПЦ в Америці: архідіоцез українців" під керівництвом єпископа Іоанна Майлеса Нотаро та аббата Сергія Ларіна, архідиякона Мілвокської архієпархії..
Наступною, 23 вересня 2005 року в секретаріаті штату Вісконсин зареєстрована "Автономна УПЦ в Америці: архідіоцез еквадорців" під керівництвом  єпископа Іоанна Майлеса Нотаро..
27 серпня 2005 року Спиридон (Бабський) та Ісаакій (Квітка) у Луцьку повторно хіротонізували на єпископа Всеволода (Кочергіна), хоча останнього ще 21 червня 2005 року рукоположили на єпископа в Києві сам Мойсей (Кулик), єпископ Карібський Давид, архієпископ Французький Ніколас та єпископ Камерунський Матфей..
30 серпня 2005 року в Михайлівському храмі м. Луцька за участю Спиридона (Бабського) і Всеволода (Кочергіна) був висвячений новий єпископ - Стефан (Негребецький Олександр Сергійович), керуючий Вінницькою єпархією.
20 листопада 2005 року стало відомо, що з УАПЦ-канонічної до Автономної УПЦ Америки перейшов також Даниїл (Кудибин Дмитро Іванович), єпископ Хмельницький і Камянець-Подільський. Але його остаточно було позбавлено сану ієрархами Мойсея (Кулика) лише 5 травня 2006 року нібито за заняття чорною магією.
Також протягом 2005 року з УАПЦ-канонічної до Автономної УПЦ Америки перейшли Георгій Спаєт (William George Spaeth) — митрополит Флоридський, Григорій (Менке) — єпископ Аризонський, та Хризостом (Целі) — єпископ Еквадору.
11 січня 2006 року до цієї ж юрисдикції приєднався єпископ Апостольської православної церкви Лука (Ніколаєнко), керуючий Одесько-Ізмаїльською єпархією, та єпископ Істинно-православної церкви Володимир (Левицький), керуючий Херсонсько-Кримською єпархією.
Основними центрами "Автономної УПЦ в Америці" на території України стали київська парафія Нерукотворного образу Спасителя, яку очолив протоієрей Валентин Сорока, Зозулинецький монастир під керівництвом Всеволода Кочергіна, та Долинський монастир під керівництвом Даниїла Кудибіна.
Але вже наприкінці 2006 року - на початку 2007 року Долинський монастир був приєднаний до УАПЦ. Прийнятий до УАПЦ і його намісник, архімандрит Даниїл (в миру Дмитро Іванович Кудибин, 1980 року народження). Останній у 2007 р.  з благословення предстоятеля УАПЦ продовжив будівництво Свято-Михайлівського чоловічого монастиря в м. Долина Івано-Франківської області, де був намісником до 2018 р. У 2017 р. закінчив Криворізький інститут МАУП ім. Петра Калнишевського, за спеціальністю «психологія». У2018-2019 рр. був настоятелем Свято-Духівського чоловічого монастиря м. Кривий Ріг Дніпропетровської області. 14 грудня 2019 року рішенням Архієрейського Собору Української Православної Церкви Київського Патріархату архімандрита Даниїла (Кудибина) було обрано єпископом Дніпровським і Криворізьким..

## Патріарх
17-18 червня 2005 рішенням Святого Синоду та рішенням Всесвітнього Архієрейського Собору УАПЦ-Канонічної митрополит Мойсей був обраний та інтронізований у чин Патріарха Київського і всієї Руси-України. У Святому Соборі взяли участь 12 архієреїв, духовенство і сотні вірних зі всього світу.

Інтронізація відбулась у День Святої Трійці в православній святині українського народу у головному Храмі України — у соборі Святої Софії міста Києва.

2009 року Кулик був звинувачений у секс-скандалі. До міліції звернулися колишні прихожанки і звинуватили «патріарха Мойсея» в сексуальному домаганні . 14 жовтня правоохоронними органами було порушено кримінальну справу проти патріарха Мойсея (Олега Кулика) за ст.181 Кримінального кодексу України за фактом посягання на здоров'я людей під приводом проповідування релігійних віровчень або виконання релігійних обрядів. Патріарх у цей же період, у середині жовтня 2009 року виїхав з України. Мотивував це тим, що боїться фізичної розправи.
Проживаючи у місті Клeaрвотер (штат Флорида), вже 11 липня 2014 року патріарх Мойсей (Кулик) зареєстрував під своїм керівництвом громаду "Всесвітня Українська православна церква" (Ukrainian Orthodox Church worldwide).
Серед керівників організації були зареєстровані віце-президент Майкл Кіркланд (більш відомий, як митрополит Михаїл, з міста Нью-Албані, штат Огайо), та секретар Лев Фединяк.
Однак уже 28 квітня 2021 року ця релігійна організація у м. Клеарвотер, з невідомих причин, ухвалила рішення про добровільний саморозпуск 
Як другий віце-президент нової релігійної організації, був зареєстрований мало кому відомий архієпископ Мартін Де Поррес (за деякими даними, це - псевдонім, створений для приховування справжнього імені - Мартін Амбер-Шерман), який ще з 2005 року згадувався як єпископ штату Мічіган в УАПЦ-канонічній (на даний час Мартін Де Поррес зареєстрований при лютеранській церкві "Нове життя" у містечку Янгстаун, штат Огайо). Він став у 1975 році священнослужителем у м. Сан-Дієго в юрисдикції неканонічної конфесії "Slavonic Orthodox Church". У 1997 році разом з монахинею Терезою (Шерман) заснував і очолив змішаний чоловічо-жіночий монастир під назвою "Our Lady of The Most Blessed Sacrament Monastery" у місті Колеман (штат Мічиган), а у 2000 році  приєднався до церкви "Holy Orthodox Catholic Patriarchate of America" під керівництвом митрополита Михаїла (Кіркланда).
Ще одним секретарем організації стала проживаюча з Куликом у одному житловому будинку в м. Клеарвотер українська громадянка Ольга Стафієвська. Надалі Мартін Депоррес (Амбер-Шерман) згаданий у 2021-2022 роках у складі "Апостольської православної церкви Північної та Південної Америки" (в юрисдикції митрополита-першоієрарха Михаїла Кіркланда), як предстоятель "Архідіоцезу Сходу США" в юрисдикції "Апостольської православної церкви США", "митрополит Флориди", "митрополит Мічігану", а також як керівник "Вікаріату для західного обряду Апостольської церкви", та настоятель скиту Святого Образу Христа, західного обряду, в містечку Флінт (штат Мічіган).
Саме у період активної діяльності Клеарвотерської громади Мойсея (Кулика) та Михаїла (Кіркланда), з судовим позовом проти Мойсея виступила колишня співзасновниця його релігійної громади "Всесвітня УПЦ" у м. Клеарвотер у США Стафієвська Ольга Сергіївна - громадянка України. Між ними вівся у 2017-2018 роках судовий процес, у ході якого Стафієвська добивалася стягнення з Кулика, за договором позики на предмет іпотеки, боргу у розмірі 526 000 грн., та просила винести рішення про визнання права власності на земельну ділянку загальною площею 0,0597 га з недобудованою спорудою на ній. Однак рішенням Голосіївського районного суду м. Києва від 19 березня 2018 року у задоволенні позовних вимог відмовлено.

## Єпархії в Україні
Починаючи з 2004 року, Мойсей створює свою паралельну ієрархію.
Зокрема, 10 жовтня 2004 року Мойсей провів нову єпископську хіротонію для позбавленого сану колишнього архієпископа УПЦ-КП Спиридона (Олега Бабського), настоятеля Михаїло-Архангельського храму на передмісті Луцька Яровиці, з того часу Олег Бабський був єпископом Луцько-Волинським у юрисдикції Мойсея з чернечим іменем Василій. Але вже 5 серпня 2005 року Василій (Бабський) залишив юрисдикцію Мойсея.
Також, 5 грудня 2004 року Мойсеєм прийняті в свою юрисдикцію наступні ієрархи, які входили в підпорядкований Соборноправній УАПЦ "Екзархат Західної Європи та Африки":
- Калліст (Паскаль Монсольв), єпископ Ліможу і митрополит Франції, керуючий екзархатом;
- Ніколас (Дюваль), єпископ Паризький і вікарій митрополита з питань Африки;
- Давид (Пурьє), єпископ Фор-де-Франсу і вікарій для Карібів (помер у 2005 році);
- Афанасій (Гаффорі), єпископ міста Сенсе;
- Матьє (Матфей), єпископ Камерунський.[53]

Вони ж співслужили з Мойсеєм при висвяті у 2005 році нових українських єпископів: Ісаакія (Квітки), Всеволода (Кочергіна) та Даниїла (Кудибіна).
5 вересня 2005 року Мойсей вирішив позбавити сану та відлучити від своєї церкви архієпископа Василія (Бабського), єпископа Ісаакія (Квітку) та ієрея Валентина Сороку за їх перехід у юрисдикцію Іоанна Майлеса.
З того часу структура УАПЦ-канонічної мала наступний вигляд:
- Київська єпархія. Головний храм церкви - кафедральний собор Преображення Господнього, який належить Українській Автокефальній Православній Церкві канонічній та знаходиться на Осокорках в Києві, по вулиці Садова,  136. Цей храм з 2011 року намагалися знести за рішеннями судів.[54]

Довіреними особами Олега Кулика в судах з 2011 року виступали священнослужителі Манжос Сергій Юрійович, Дроботун Віталій Михайлович, Овдієнко Василій Федорович, а також тодішня дружина Олега Кулика - Томинець Світлана Василівна, 1978 року народження, уродженка м. Ужгород Закарпатської області, яка не пізніше 2019 року розірвала свій шлюб з Олегом Куликом.
Про розлучення Олега Кулика та Світлани Томинець свідчить виконавче провадження №60387728 від 26 жовтня 2019 року про стягнення аліментів з Олега Кулика на користь Світлани, на утримання малолітньої доньки.
- Ужгородська єпархія, з 2008 року нею керує хор-єпископ Ужгородський і Закарпатський Василій (Томинець).[56] Останнього було висвячено 10 лютого 2008 року.[57]
- Фастівська єпархія, з 2007 року нею керує хор-єпископ Фастівський і вікарій Київський Василій (Нестеренко).[58]
- Житомирська єпархія, з 2007 року нею керує хор-єпископ Житомирський і вікарій Київський Олександр (Негоденко).

Головний храм УАПЦ-канонічної, побудований у приватному домоволодінні Олега Кулика - це кафедральний собор Преображення Господнього, який належав до Київської єпархії УАПЦ-канонічної, та знаходиться на Осокорках в Києві, по вулиці Садова, 136, на території садівничого товариства - дачного масиву "Придніпровський-2". Цей храм з 2011 року намагалися знести за рішеннями судів. Однак прихильникам Мойсея вдалося добитися відміни цього судового рішення.

## Єпархії за межами України
- Єпархія у Франції. Існувала короткочасно у 2004-2006 роках, архієереї повернулись у юрисдикцію митрополита Михаїла (Явчака-Чампіона). Фактичним центром єпархії в юрисдикції Мойсея вважався монастир святого Нектарія Егінського, розташований у муніципалітеті Лапло (Lapleau) у Франції.

У 2012 році єпархія відновилась. 25 листопада, під час святкування Божественної літургії в храмі Святої Катерини чотирма архієреями УАПЦ-К - Його Святістю Патріархом Мойсеєм в співслужінні з митрополитом Афінським Деметріосом, архієпископом Житомирським Олександром та єпископом Фастівським Василієм, було висвячено архімандрита Данiїла (Ганєпана) в сан єпископа і призначено Єпископом Буржським та Патріаршим адміністратором Франції.
- Єпархія в Греції. Існувала з 2007 року до 2015 року. Єпископ Александрос, Першоієрарх Традиційної Грецької Православної юрисдикції, підписав прохання щодо прийняття до УАПЦ-К. Прохання було складено безпосередньо від Єпископа Александроса та трьох членів його Священного синоду: Єпископа Димитріоса, Єпископа Іаковоса і Єпископа Теодосіоса.[60] Перейшла у 2015 році в юрисдикцію архієпископа Палермського та всієї Італії Лоренцо (Касаті).
- Єпархії в Італії. Керуючим парафіями УАПЦ-К в Італії з 2007 року був єпископ Остійський Базіліо (Гріло Мічеллі), який раніше належав до Італійського екзархату УПЦ-КП і звідти не пізніше 17 лютого 2007 року перейшов до УАПЦ-К.[61] Його заступниками стали єпископ Отринський Володимир (Фрічі), та висвячений у 2007 році єпископ Іраклійський Теодорос (Коріно).
- Єпархія в Колумбії - за версією інтернет-сайту Мойсея, її очолював Йосиф (Одон Абад Гомес), однак офіційний сайт останнього доводить, на підставі документів і фотографій, приналежність єпископа Йосифа-Одона саме до юрисдикції Соборноправної УАПЦ Михаїла (Явчака-Чампіона) - опонента Мойсея.
- Єпархія в Бразилії. Утворена не пізніше 7 березня 2007 року. Саме тоді  Патріарх Мойсей, розглянувши подане прохання щодо прийняття до УАПЦ-канонічної владики Александроса, владики Димитріоса, владики Іаковоса та владики Теодосіоса, вирішив прийняти їх, та здійснити наступні призначення: владика Александрос - призначений єпископом Пуебло і Оксаки та вікарієм архієпархії Мексики; владика Димитріос - єпископом Сао Пауло, Мато Гросо, Мато Гросо до Сул, Мінасу Гераісу та Гоіасу ; владика Іаковос - єпископом Парани, Санта Катаріни та Ріо-Гранде до Сул; владика Теодосіос - єпископом Чилі. Керуючим архиєпископством Бразилії не пізніше 17 травня 2007 року став єпископ Сан-Паульський і Бразильський Димитрій (Перейра Сармієнто). Під керівництвом владики Димитрія (Valdeci Pereira Sarmiento) стали служити інші священнослужителі: єпископський вікарій Елізеу (Izidoro Antonio Viana Gutierrez), протоієрей Естефанос (Jener Ramao de Oliveira), отець Жоао Батіста (Bareika Landim), отець Аллександріно (Martinez Filho) та секретар єпархії архідиякон Андрій (Eberson de Azevedo Lopes).[62] Димитрій був заборонений у 2002 році в одній з греко-старостильних юрисдикцій архієпископом Тимофієм, тоді він титулувався, як єпископ Мато Гросо де Сул.

Але у 2009 році єпархія розкололася.
- Єпархія в Мексиці. Утворена 23 квітня 2005 року, керуючим став єпископ Мехіканський Даниїл (Руіс Флорес), з 19 квітня 2009 року митрополит.
- Єпархії в США. Щонайменше, дві з них очолювали архієреї.

Найбільшу очолив митрополит Михаїл, в миру Майкл Дуайт Кіркланд (Michael Dwight Kirkland), раніше - єпископ Колумбусу і Огайо, 1952 року народження.
Він займався церковною діяльністю з червня 1980 року, коли зареєстрував  незалежну громаду під назвою "Східна православна церква в Америці", офіс якої було зареєстровано в місті Окоі в штаті Флорида, а дирекція компанії на чолі з самим Кіркландом була зареєстрована за домашньою адресою останнього (6350 Harlem Road, New Albany). Лише через 18 років, 16 жовтня 1998 року відбулася адміністративна ліквідація цієї релігійної громади.
Невдовзі, 12 березня 1987 року Кіркланд зареєстрував у місті Орландо, штат Флорида, компанію під новою юридичною назвою - "The Holy Orthodox Catholic Patriarchate of America - Ukrainian Orthodox Archdiocese"  Але згодом 24 квітня 1990 року його громада узяла собі назву "The Eastern Orthodox Christian Church In America", та переїхала до міста Вестервіль (штат Огайо), а надалі переїхала до міста Нбю-Албані.
Пізніше Кіркланд зареєстрував 10 березня 1999 року за адресою свого храму (5962 Johnstown Rd, New Albany) у штаті Огайо громаду "Православна церква Канади - Український православний архідіоцез Колумбусу, Огайо та околиць", також за сумісництвом очолив Миколаївську православну українську громаду в м. Нью-Албані, штат Огайо, до УАПЦ-канонічної приєднався 10 березня 2011 року. Також його релігійні структури відомі під юридичними назвами "The Holy Orthodox Catholic Patriarchate of America та "Orthodox Church of America".
В інших варіаціях, назва конфесії Кіркланда значилась наступним чином: "Standing Episcopal Conference of the Orthodox Church of America", або "Standing Episcopal Conference, the Holy Synod of Bishops of The Holy Orthodox Catholic Patriarchate of America"; нова назва утвердилась у 2000-2002 роках, співголовами стали сам Михаїл Кіркланд, і митрополит Юрій (William George Spaeth), архієпископ Гайнесвіллу і Флоріди, а заступниками стали єпископ Феніксу та Аризони Григорій Менке, та єпископ Техаський західного обряду Арлен Джоунс - настоятель парафії св. Андрія у місті Раунд-Рок (штат Техас).
У 2017 році Кіркланд написав і видав богословсько-публіцистичну книгу під назвою: "Being Catholic: That All May Be One! (What Pope & Patriarch Must Do to Heal the Church of Christ!...in Truth & Humility...
Guidebook for Unity & The New Evangelization) [Archpriest Michael D. Kirkland]. New Albany: St. Nicholas Press, 2017".
Кіркланд походив з середовища римо-католиків, і став у 1986 році єпископом однієї з невизнаних православних юрисдикцій, отримавши висвяту від єпископа неканонічної "Православної церкви Америки" Давида (Бекстера), а також від владик Петра Журавецького та Миколая Ільницького, котрі у 1978 році офіційно оформили нову релігійну структуру під назвою "Українська національна автокефальна православна церква у вигнанні" (оригінальна назва англійською: "Holy Ukrainian National Autocephalous Orthodox Church, in Exile, Blessings of Kiev").
Обраний у 1957 році керівником так званого "Православного кафолічного патріархату Америки" архієпископ-митрополит Петро (Андреас Журавецький, 1901 року народження, родом з містечка Угнів у сучасній Україні) помер у 1992 році, його замінив у керіврництві українськими парафіями Флориди владика Миколай Ільницький, архієпископ-митрополит для Українського архієпскопиства у Флориді. Головний офіс цього патріархату знаходився у місті Вайнленд (Vineland, New Jersey).
Владика Миколай (Ільницький), етнічний українець, проживаючи у Флориді в місті Норд-Порт (за адресою: 8149 Coco Solo Ave, North Port), заснував і зареєстрував 19 серпня 1993 року незалежну релігійну громаду під назвою "Orthodox Chapel of St. Michael The Archangel" у місті Гайнесвіл (за адресою: 1315 Northwest 39th Drive, Gainesvill), яку відвідувала українська діаспора.  Миколай помер у 1998 році, після чого дану релігійну громаду було знято з реєстрації. З його смертю, владу в Українському архієпископстві Флориди захопив американський грек, єпископ Хараламбос (Роберт Бучлас), після чого дана юрисдикція перестала бути українською. Реагуючи на це, єпископ Михаїл Кіркланд уже в 1999 році зареєстрував у м. Колумбус (штат Огайо) свою окрему незалежну українську православну дієцезію.
Надалі Майкл Кіркланд зареєстрував у штаті Огайо наступні релігійні організації: зокрема, 31 травня 2022 року - спільноту "Постійна єпископальна конференція православних архієреїв". Наступною, 10 липня 2023 року зареєстрував спільноту "Апостольська православна церква".
Згодом незалежною та автокефальною стала і новостворена парафія св. архангела Михаїла у місті Вест-Палм-Біч (штат Флорида), засновником і настоятелем у ній став Роберт Бучлас або Бухлас (Robert S. Bouchlas), який згодом називав себе першоієрархом та митрополитом Хараламбосом; хоча спочатку у юрисдикції Миколая Ільницького служив у 1980-1998 роках лише єпископом Трапон-Спрінгсу і Вест-Палм-Бічу.
Разом з Кіркландом, в опозицію до самопроголошеного митрополита Хараламбоса перейшли ще два єпископа, які продовжували очолювати свої громади під загальною назвою "Ukrainian Autocephalous National Orthodox church of America and Europe - Blessings of Kiev": це були Роджер Смайзер (Roger E. Smyzer), бізнесмен-ресторатор (1943-2014) - мешканець міст Клеарвотер і Ларго в штаті Флорида, та Пол Вільям Сесе (Paul William Seese), роки життя 1948-2021 - мешканець містечка Смок у Пенсильванії, був висвячений на православного єпископа західного обряду в 1989 році, у 1992 році відправлений за штат, а у 1998 році очолив нову власну юрисдикцію під назвою "Українська національна автокефальна православна церква".
Роджер Смайзер прийшов до УАПЦ з протестантизму, спочатку він з 1986 року був віце-президентом пресвітеріанської семінарії церкви "Агапе" в своєму рідному місті Ларго. Також очолював протестантські релігійні організації в містах Лодердейл і Дейд-Сіті у Флориді. Керував християнськими місіями в містах Тампа, Клеарвотер, Сейнт-Петерсбург і Ларго у цьому ж штаті. А вже у 1991 році зареєстрував у місті Тарпон-Спрінгс у штаті Флорида релігійну громаду "УАПЦ Америки та Європи київського благословення", яка проіснувала офіційно з 30 квітня 1991 року по 25 вересня 2015 року, ліквідувавшись невдовзі після того, як 2014 року помер сам єпископ Роджер.
Православні громади УАПЦ латинського обряду зареєструвано було також і в інших містах штату Флорида. Зокрема, 29 жовтня 2003 року громадяни США - протестантські єпископи Артур Рашлоу та Мелвін Джозеф Анде (Енді), колишній вірянин парафії УАПЦ у м. Гайнесвілл, зареєстрували релігійну громаду "Українська національна православна церква Америки та Гемісфери київського благословення 1921-ого, канонічна Свята Українська Автокефальна Православна Церква інкорпорована" в місті Окала (штат Флорида), а також українську парафію св. Миколая.. Також єпископ Мелвін Енді, ставши архієпископом одного з відгалужень УАПЦ під іменем Михаїл, 13 листопада 2017 року в м. Алачуа (штат Флорида) зареєстрував громаду "Українська національна православна церква Київського благословення" .
Дещо меншу єпархію УАПЦ-канонічної, в штаті Техас очолив Томас Логю, єпископ Техаський (з резиденцією при храмі св. Августина у м. Флюгервіль, штат Техас), останній помер 2022 року.
Також у м. Колумбус (штат Огайо) ще 19 березня 1992 року зареєстрована громада "УАПЦ Америки і Європи, благословення Києва, архідіоцез Святого Духа", яку очолив священнослужитель УАПЦ Кирил (Бедль)  Владика Кирил (George A. Beadle), мешканець міста Колумбус, заснував тут православну парафію на честь Святого Духа, для якої у 1993 році став єпископом, а у 2002 році став "архієпископом-аббатом", належав надалі до "Святої Сирійської Церкви Сходу", помер у 2006 році.
- Єпархія в Канаді - зареєстрована 14 липня 1999 року, як "Православна церква Канади (Українська автокефальна місіонерська архієпархія)" з центром у м. Едмонтон. Керівником став священник Ярослав (Рассел Середа) - засновник і мешканець православного скита, розташованого у селищі Терра Кота - передмісті містечка Каледон у провінції Онтаріо, з 1999 року - єпископ Торонтський так званої "УАПЦ Канадської митрополії, у 2011 році висвячений на єпископа УАПЦ-канонічної. Але вже 7 червня 2015 року його структура була знята з реєстрації владою Канади.[81]

Спочатку, в кінці 2003 року - на початку 2004 року владика Мойсей (Кулик) стверджував, що до його конфесії, крім митрополії США, входять також архієпархія Канади, Європейська єпархія, та Південно-Африканський екзархат.
Втім, надалі стало ясно, що перебування у юрисдикції Мойсея деяких парафій Франції та Іспанії було короткочасним.
Так, призначений у 2003 році керівник деканату Іспанії та Португалії, архімандрит Пабло Мануель Альварес - настоятель парафії м. Севілья, та канцлер Європейської єпархії УАПЦ, протоієрей Мігель Морено Мартін, мешканець м. Кадіс (Іспанія), ще числилися в УАПЦ у 2004 році. Зокрема, Мойсей 4 жовтня 2004 року затвердив архімандрита Пабло у складі своєї церкви в сані "єпископа Севільсько-Іспанського" . Але вже станом на 2016 рік вони обидва - Мігель і Пабло служили в юрисдикції Предстоятеля РПЦЗ Іларіона (Капрала).

## Обряд
УАПЦ канонічна відправляє богослужіння згідно з традицією східно-візантійського обряду та зберігає старий (юліянський) календар церковних свят.
Мова богослужіння — сучасна українська в Україні, іспанська — у Мексиці, англійська — у США, італійська — в Італії тощо.
УАПЦ-Канонічна є всесвітньою церквою і богослужіння здійснюється мовою того народу, де воно відбувається.

## Критика
Вчення цієї релігійної організації забороняє шанування святих, також не підтримує поклоніння мощам, зокрема вважається, що Таїнство Євхаристії в інших православних церквах осквернене, бо звершується на «кістках мертвих святих». Очевидно, мається на увазі святі мощі в антимінсі. Тому замість святих мощей в антимінсах УАПЦ-к вшивається причасний хліб.
26 листопада 2012 року  засідання Святого Синоду Української Автокефальної Православної Церкви Канонічної ухвалило рішення про недопустимість проявів ніякого ідолопоклонства в православному служінні, а лише проповідування спасительної віри, яку дав Ісус Христос:
"Бо останнім часом в багатьох православних церквах світу (російська, грецька та інші) спостерігаються у великій мірі прояви ідолопоклонства. Так, в багатьох церквах визначилась така тенденція, як поклоніння мощам більше, аніж Святому Богу. А нечестиві клірики замість того, щоб шанувати мощі святих, ріжуть їх на частини і продають, безсоромно заробляючи на цьому гроші. В деяких Церквах спостерігається поклоніння різним предметам, які ніби мали відношення до Богородиці чи до Ісуса Христа. Так роблять, забуваючи про Божі Заповіді, які категорично забороняють ідолопоклонство".
Дозволяється шлюбний єпископат, доволі вільне ставлення до монашества, цьому свідчить особистий приклад патріарха Кулика, який в 2001 році в УАПЦ-канонічній прийняв чернецтво з іменем Мойсей, а згодом до 2016 року перебував у шлюбі з жителькою м. Ужгород Світланою Томинець, від якої офіційно мав дитину.
26 листопада 2012 року синодом церкви також остаточно затверджено рішення по питанню, яке обговорювалось на засіданні Святого Синоду УАПЦ-К у Франції в 2007 році, і яке надає дозвіл висвячувати одружене духовенство в єпископи. Як зазначалося:
"Це рішення не заперечує того, що єпископ за своїм духовним покликанням може бути монахом. Але це рішення убезпечує Церкву від содомського гріха і повертає її до ранньохристиянських традицій. Патріарх Мойсей був категоричний у тому, що всі церкви повинні слідкувати за духовною чистотою і триматися найперше Святого Писання, вчення Ісуса Христа, далі – настанов апостолів, а далі вже канонів, якщо вони не перечать вченню Ісуса Христа, вченню Господньому".
В звершенні богослужіння відчутна різноманітність обрядових форм.
Відео-лекції та повчання «Таємниці щасливого життя з Богом» мають дух дуалізму. Світ чітко розділяється між добром та злом. Для того, щоб попасти під милість Божу та жити в добрі, слід читати певні молитви та навчитися спілкуватися з ангелами, в противному випадку людина повністю попадає під владу диявола. У лекціях Олега Кулика ангельський світ в особливій пошані і набагато частіше «патріарх» вчить звертатися саме до них, а не до Христа. Під час своїх повчань він не дуже часто звертається до Святого Писання, і в результаті пропонується власна думка «патріарха», яка вважається беззаперечною істиною.